# Maiden England
Albums de Iron Maiden
Seventh Son of a Seventh Son
(1988) First Ten Years
(1990)
Maiden England (réédité en 2013 sous le titre Maiden England '88) est un double album contenant aussi une vidéo du groupe de heavy metal britannique Iron Maiden filmée pendant leur tournée mondiale de promotion pour l'album Seventh Son of a Seventh Son, sorti en novembre 1989.

## Description
Maiden England a été enregistré au NEC de Birmingham les 27 et 28 novembre 1988, puis publié sous forme de VHS en 1989, puis réédité sous une double forme audio / vidéo en 1994.
L'enregistrement a été produit par le bassiste du groupe Steve Harris.
Il a donné lieu à deux publications de singles live :
- The Clairvoyant (face B: The Prisoner ; sur Maxi: Heaven Can Wait)
- Infinite Dreams (face B: Killers ; sur Maxi: Still Life)

## Liste des titres

### Édition de 1989
1. Moonchild
2. The Evil that Men Do
3. The Prisoner
4. Still Life
5. Die With Your Boots On
6. Infinite Dreams
7. Killers
8. Heaven Can Wait
9. Wasted Years
10. The Clairvoyant
11. Seventh Son of a Seventh Son
12. The Number of the Beast
13. Iron Maiden

### Édition Maiden England '88 de 2013 et de la vidéo

#### CD 1
1. Moonchild
2. The Evil that Men Do
3. The Prisoner
4. Still Life
5. Die With Your Boots On
6. Infinite Dreams
7. Killers
8. Can I Play with Madness
9. Heaven Can Wait
10. Wasted Years

#### CD 2
1. The Clairvoyant
2. Seventh Son of a Seventh Son
3. The Number of The Beast
4. Hallowed Be Thy Name
5. Iron Maiden
6. Run to the Hills
7. Running Free
8. Sanctuary

## Musiciens
- Bruce Dickinson : chant
- Dave Murray : guitare
- Adrian Smith : guitare
- Steve Harris : basse
- Nicko McBrain : batterie

On notera également l'intervention de l'équipe technique aux chœurs avec Steve Harris, sur Heaven Can Wait.